# Borislav Ivanov (cyclisme)
Pour les articles homonymes, voir Ivanov.
Borislav Ivanov (né le 21 janvier 1989) est un coureur cycliste bulgare, membre de l'équipe Vassil-Levski.

## Palmarès et résultats

### Palmarès par année
- 2008
  -  Médaillé de bronze du championnat des Balkans du contre-la-montre
- 2010
  - 3e de Banja Luka-Belgrade II
- 2011
  -  Champion de Bulgarie sur route espoirs
- 2014
  - 2e du championnat de Bulgarie du contre-la-montre
- 2015
  - 3e du championnat de Bulgarie du contre-la-montre
- 2021
  - 4e et 5e étapes du Tour du Cameroun
- 2023
  - 3e du championnat de Bulgarie du contre-la-montre

### Classements mondiaux
| Année           | 2010 | 2011 | 2012 | 2013 | 2014 | 2015 |
| --------------- | ---- | ---- | ---- | ---- | ---- | ---- |
| UCI Europe Tour | 498e | 762e |      | 694e |      | 793e |